# Horatio Southgate
Horatio Southgate, född 5 juli 1812 och död 11 april 1894, var en amerikansk anglikansk präst. Han kom ursprungligen från Kongregationalistkyrkan, men 1834 blev han medlem i Amerikanska Episkopalkyrkan och blev utnämnd till kyrkans högre prästgrad (priest till skillnad från deacon) i denna församling 1839.
I oktober 1844 skickades Southgate ut för att missionera, som ansvarig för missionen och kyrkans verksamhet i det Osmanska riket. Han tillbringade flera år på resande fot i nuvarande Turkiet, Iran och Irak samt andra delar av Mellanöstern. Hans kontakter med andra kristna kyrkor i området, såsom den syrisk-ortodoxa kyrkan, nestorianism och assyriska kyrkor, fick dessa att ovanligt tidigt skapa relationer till den amerikanska episkopalkyrkan. Southgate fick sällskap av andra präster från episkopalkyrkan, däribland Samuel Penny, och blev inblandad i kontroverser med andra anglo-amerikanska missionsgrupper i området. 
1849 återvände Southgate till USA. Han tjänstgjorde som församlingspräst i Saint Luke's Church i Portland från 1850 till 1851, i Church of the Advent i Boston från 1852 till 1858, och 1858 till 1872 i Zion Church i New York, där han bodde tills han dog.  